# پوند رودزیا
پوند رودزیا (به انگلیسی: Rhodesian pound) یکای پول رایج در کشور رودزیا است. مسئولیت کنترل این یکای پول برعهدهٔ بانک مرکزی رودزیا قرار دارد.